# فرهنگ حلافی

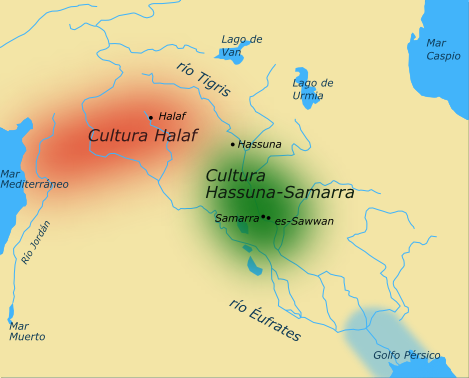
محل فرهنگ مس‌سنگی حلاف نسبت به فرهنگ هم‌دوره حَسونه.

فرهنگ حَلاف نام دوره‌ای پیشاتاریخی در خاور نزدیک است که از حدود ۶۱۰۰ تا ۵۵۰۰ پیش از میلاد ادامه داشت.
این فرهنگ عمدتاً در منطقه جنوب غرب ترکیه، سوریه، و شمال عراق تا مناطق جنوب‌غربی ایران مستقر بوده‌است. هرچند آثار متأثر از این فرهنگ در سراسر میان‌رودان نیز یافت شده‌است. فرهنگ حلاف، توسعه‌ای ادامه‌دار از اوایل کوزه‌گری نوسنگی را دربر می‌گیرد.
در حالی که این دوره نام خود را از آثار یافته شده در تل حلاف در شمال سوریه که توسط مکس وان اوپنهایم بین سال‌های ۱۹۱۱ تا ۱۹۲۷ کاوش شد، برگرفته است اما اولین آثار دوره حلف توسط جان گارستانگ در سال ۱۹۰۸ در محوطه باستانی ساکچا گوزه کاوش شد که اکنون بخشی از آن در ترکیه است مقدار کمی نیز از آثار حلف در سال ۱۹۱۳ توسط لئونارد وولی در کارکمیش، در مرز ترکیه و سوریه حفاری و کشف شد با این حال، مهم‌ترین مکان برای فرهنگ حلف، تل ارپاچیه بود که اکنون در حومه موصل، عراق واقع شده‌است.
فرهنگ حلاف در همان اوان، نفوذ خویش را چندان گسترش داده بود که سایر فرهنگ‌های محلی و ضعیف‌تر خواه ناخواه تحت تأثیر آن قرار گرفت.

## آثار
سفال حلاف در سایر نقاط شمال بین‌النهرین، مانند نینوا و تپه گاورا، چاگر بازار، تل عمارنا و در بسیاری از مکان‌ها در آناتولی (ترکیه) یافت شده‌است که نشان می‌دهد به‌طور گسترده در این منطقه استفاده می‌شده‌است. 

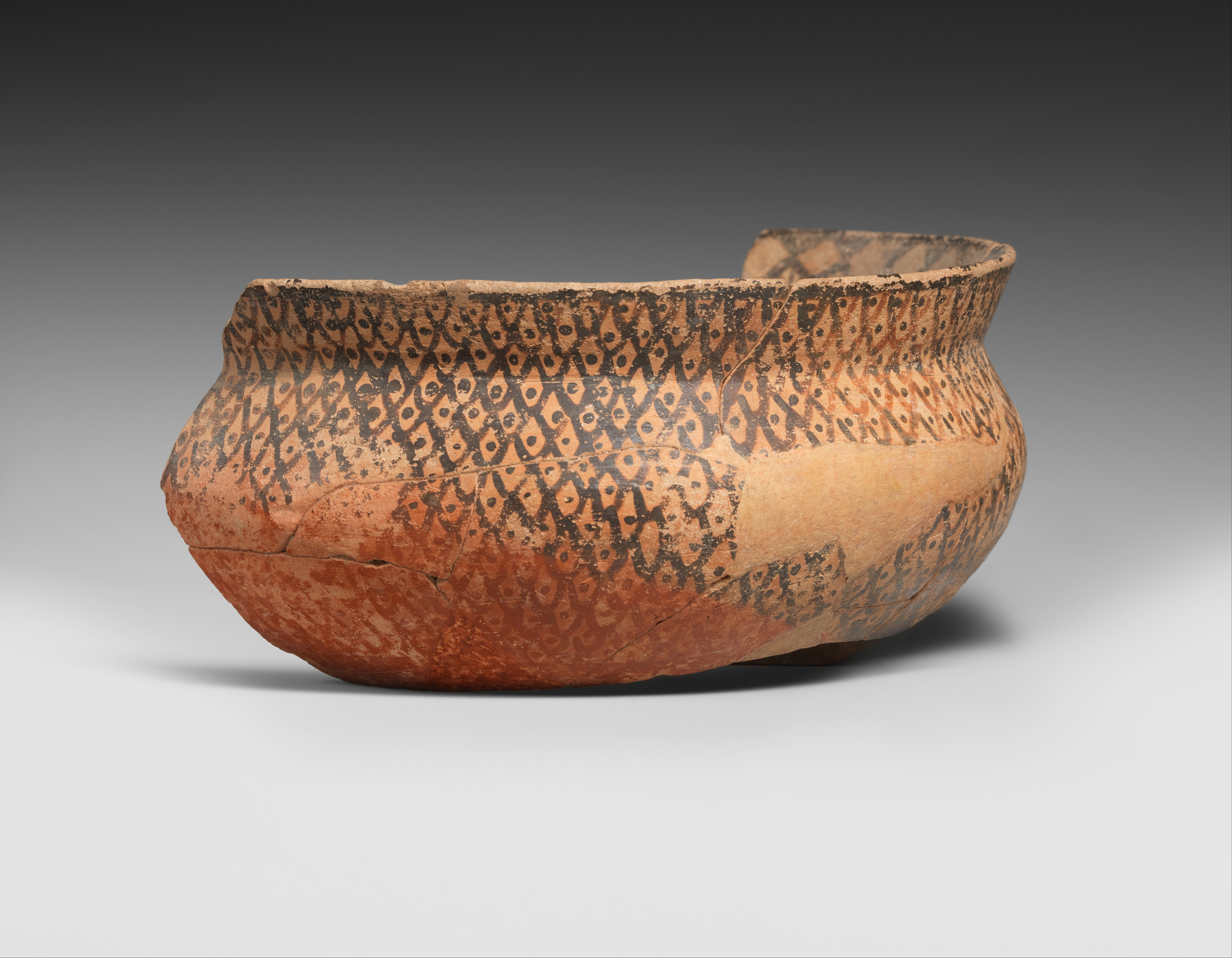
تکه ای از یک کاسه سرامیکی مربوط ۵۶۰۰ تا ۵۰۰۰ سال قبل از میلاد که در موزه هنر متروپلیتن نیویورک نگهداری می‌گردد
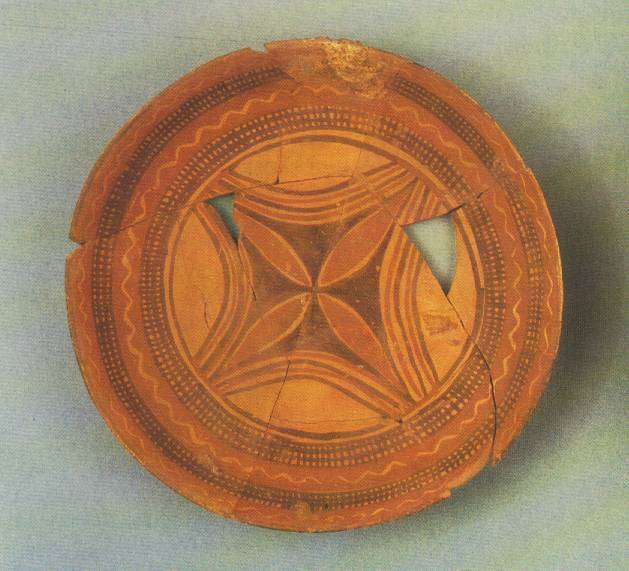
ظرف مربوط به فرهنگ حلاف
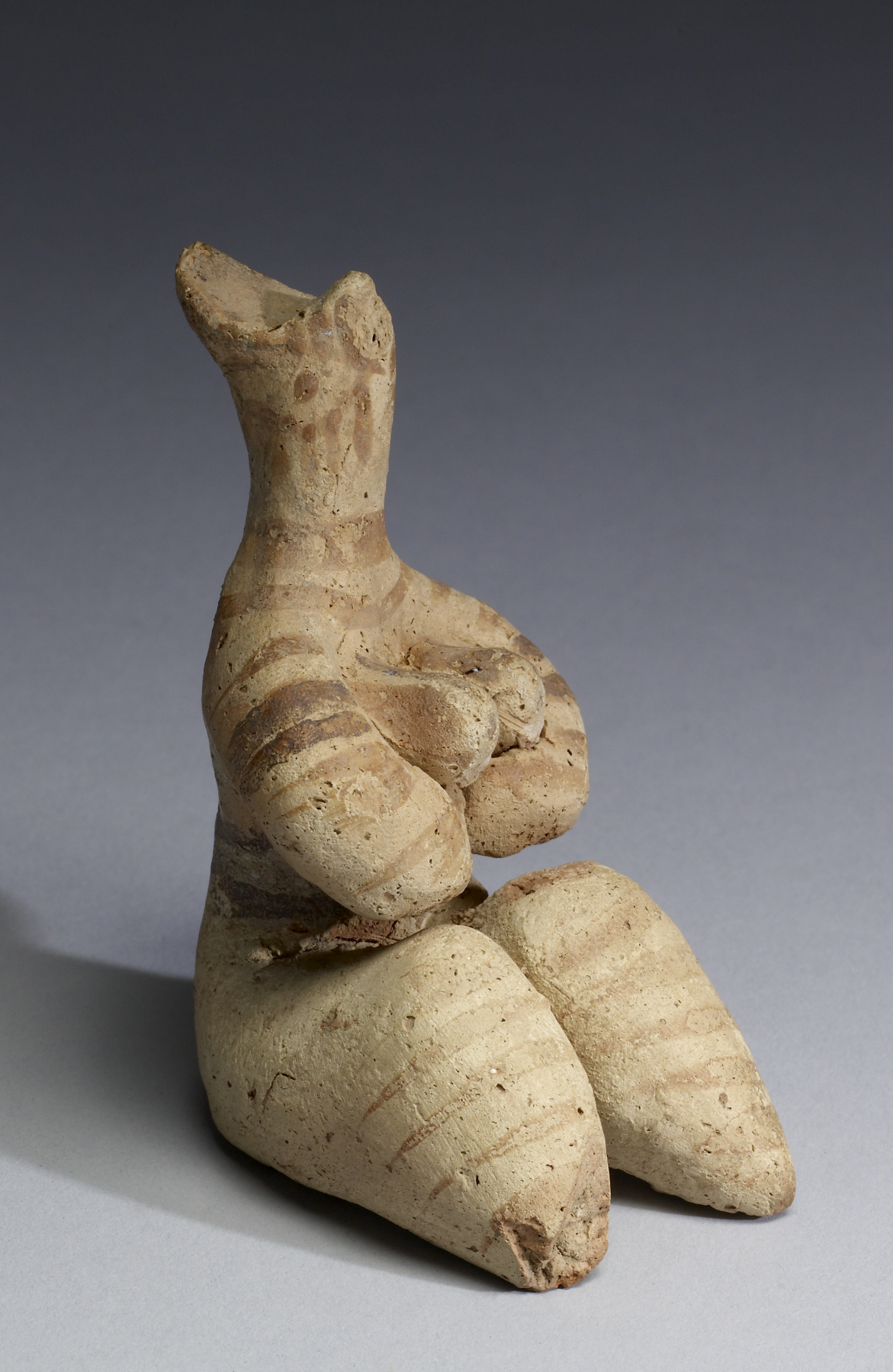
مجسمه باروری (شاید یک الهه باروری)  مربوط به سال‌های ۵۰۰۰ تا ۴۰۰۰   قبل از میلاد که در موزه هنر والترز  در بالتیمور، ایالات متحده نگهداری می‌گردد

## ظهور مهر
فرهنگ حلف شاهد اولین ظهور مُهر در خاور نزدیک بود که اساساً الگوهای هندسی داشتند

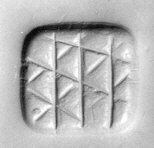
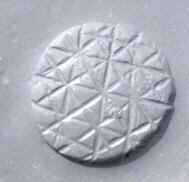
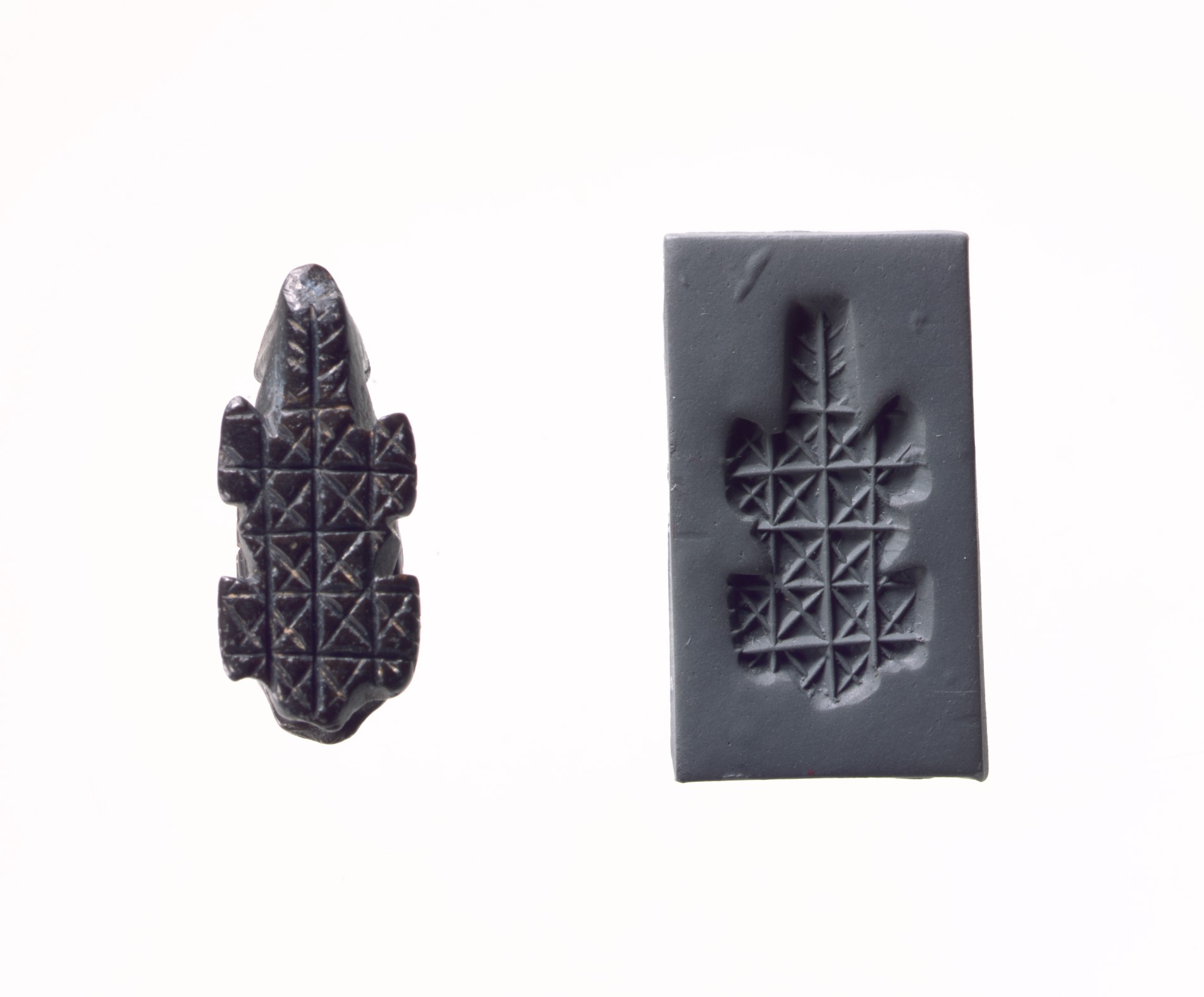

## پایان دوره
فرهنگ حلف در ۵۰۰۰ سال قبل از میلاد پس از ورود به دوره انتقالی حلف-عبید به پایان رسید. بسیاری از سکونتگاه‌های آنان متروکه شدند، و ساکنان باقی‌مانده دارای شخصیت‌های عبیدیان بودند دوره جدید عبید شمالی نامگذاری شده‌است تا آن را از عبید در جنوب بین‌النهرین متمایز کند و دو توضیح برای این دگرگونی ارائه شد. اولی: تهاجم و جایگزینی توسط عبیدیان، با این حال هیچ فاصله ای بین حلف و عبید شمالی وجود ندارد که نظریه تهاجم را رد کند. دومی: محتمل‌ترین نظریه، پذیرش از فرهنگ عبید است که توسط اکثر محققان از جمله اوتس، برنیکه و آکرمن پشتیبانی می‌شود. پس از فرهنگ حلاف، دوره گذار حلف-عبید که شامل اواخر حلف (حدود ۵۴۰۰ تا ۵۰۰۰ قبل از میلاد)و پس از آن دوره عُبید قرار دارد.